# Máy bay tác chiến điện tử
Máy bay tác chiến điện tử là máy bay quân sự được thiết kế hoặc sửa đổi/hoán cải để thực hiện tác chiến điện tử (electronic warfare - EW), có nghĩa là loại máy bay này sẽ làm giảm hiệu quả hoạt động của hệ thống radar và vô tuyến của đối phương bằng cách sử dụng các phương pháp gây nhiễu và đánh lừa radar.
Năm 1943, máy bay Avro Lancaster của Anh trang bị các mảnh nhỏ gây nhiễu rải xuống từ trên không để làm mù radar phòng không của đối phương. Chúng được bổ sung thêm bởi các máy bay trang bị đặc biệt do Nhóm RAF 100 vận hành gồm Handley Page Halifax, Consolidated B-24 Liberator và Boeing B-17 Flying Fortress đã được sửa đổi kỹ thuật mang theo nhiều thiết bị gây nhiễu khác nhau như Carpet, Airborne Cigar, Mandrel, Jostle và Piperack.

## Danh sách máy bay tác chiến điện tử
Các ví dụ về máy bay hiện đại được thiết kế hoặc sửa đổi dành cho tác chiến điện tử được liệt kê dưới đây:
- Antonov An-12BK-PPS (Liên Xô)
- Antonov An-26REP (Liên Xô)
- Boeing EA-18G Growler (Hoa Kỳ)
- Denel TP1 Oryx EW[1] (Nam Phi)
- Chengdu J-10D (Trung Quốc)
- Douglas C-47TP EW[2] (Nam Phi)
- Douglas EA-3 Skywarrior (Hoa Kỳ)
- Douglas EB-66 Destroyer (Hoa Kỳ)
- Douglas EF-10B Skyknight (Hoa Kỳ)
- Embraer R-99 (Brazil)

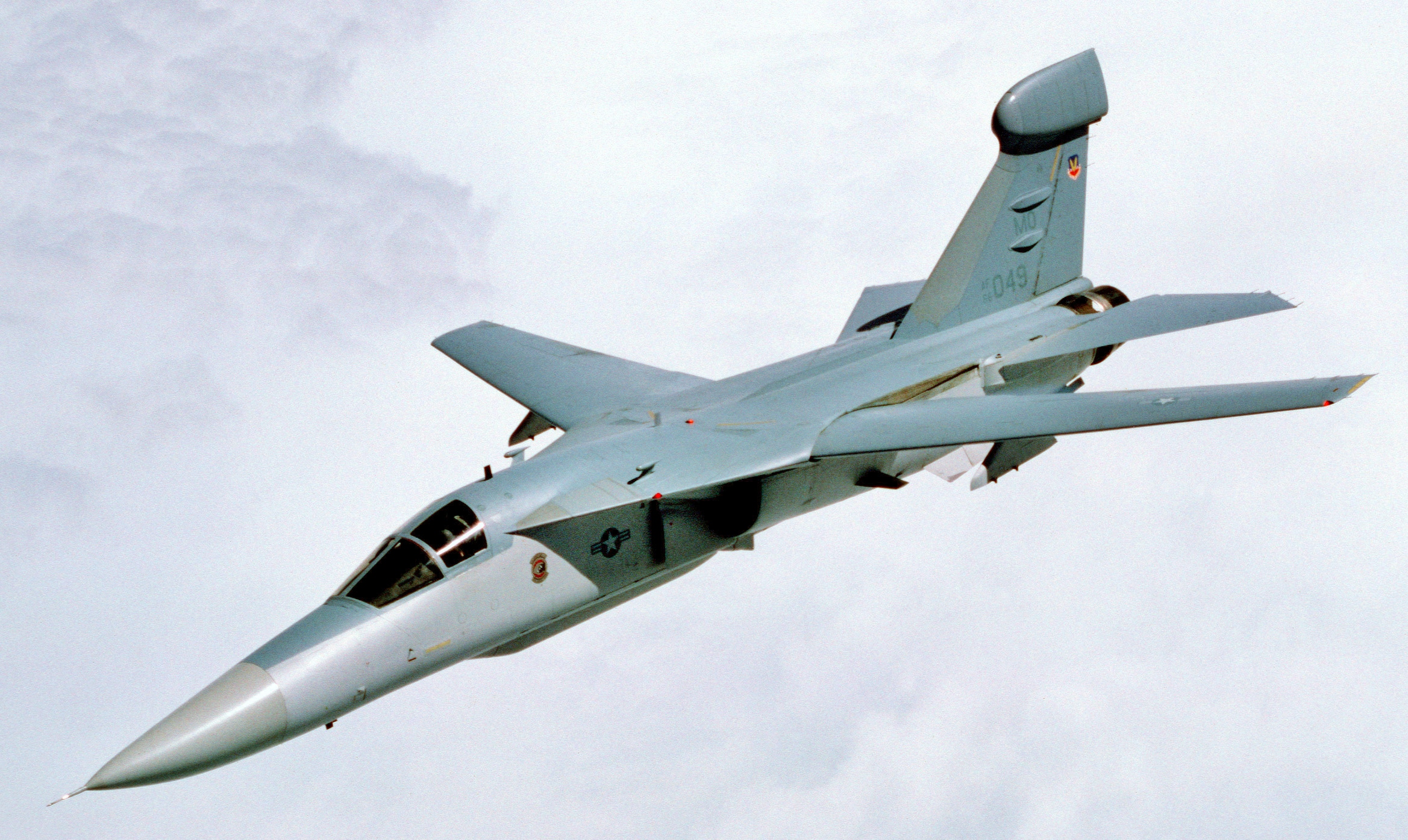
EF-111A Raven của Không quân Hoa Kỳ

- General Dynamics–Grumman EF-111A Raven (Hoa Kỳ)
- IAI 202B Arava (Israel)
- Ilyushin Il-22PP (Liên Xô) / (Nga)
- Kawasaki EC-1 (Nhật Bản)
- Kawasaki RC-2 (Nhật Bản)EA-18G Growler của Hải quân Hoa Kỳ

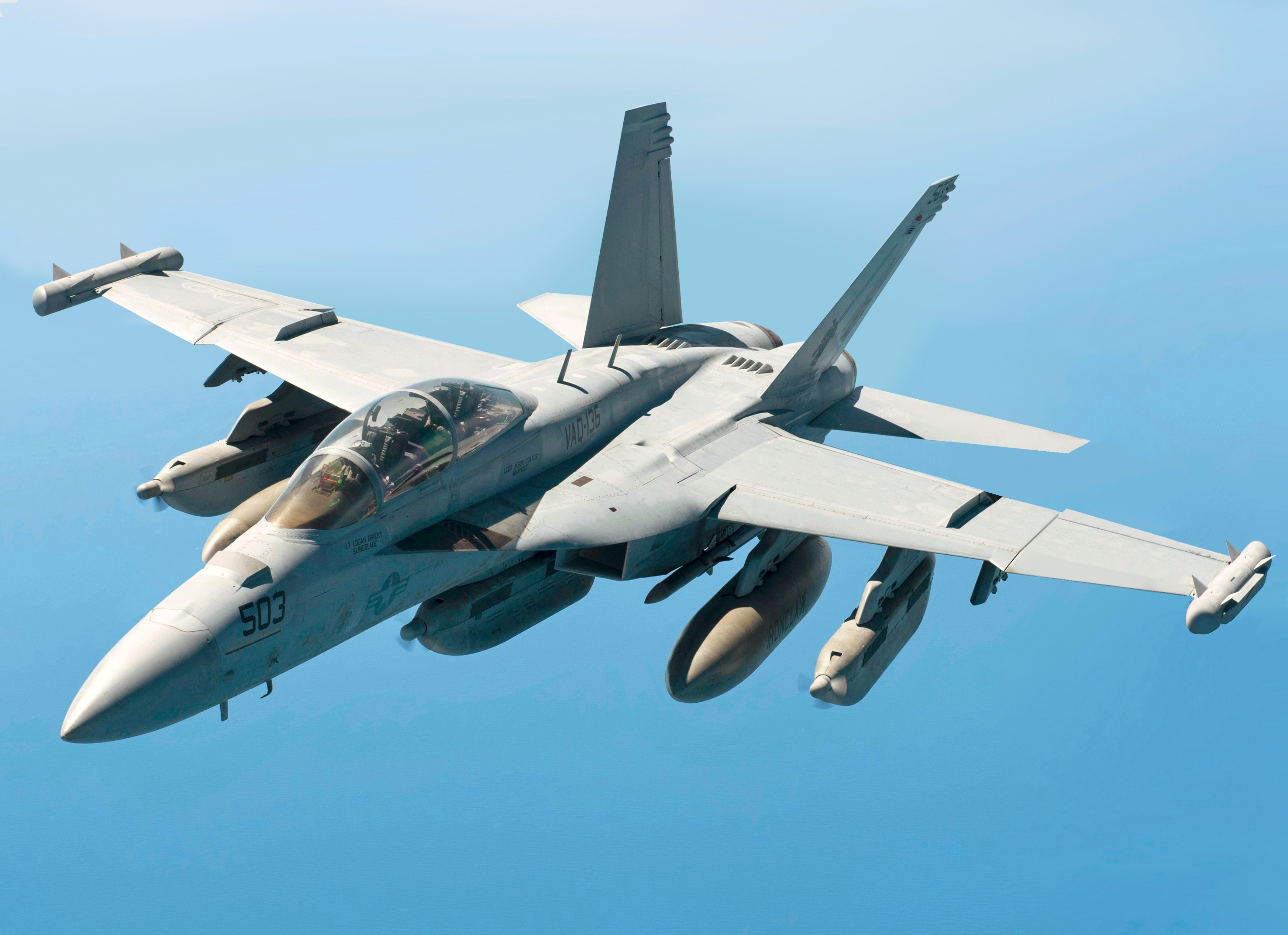
EA-18G Growler của Hải quân Hoa Kỳ

- Lockheed EC-130H Compass Call (Hoa Kỳ)
- Mil Mi-8PP (Liên Xô)
- Northrop Grumman EA-6B Prowler (Hoa Kỳ)
- Tornado ECR (Đức / Ý)
- Shaanxi Y-8EW (Trung Quốc)
- Shaanxi Y-8-GX1 (Trung Quốc)
- Shaanxi Y-9-GX11 (Trung Quốc)
- Shaanxi Y-9DZ (Trung Quốc)
- Shenyang J-15D (Trung Quốc)
- Shenyang J-16D (Trung Quốc)
- Sukhoi Su-24MP (Liên Xô)
- Tupolev Tu-16RM-2 (Liên Xô)
- Yakovlev Yak-28PP (Liên Xô)